# Хилл, Джон Майкл
Джон Майкл Хилл (англ. Jon Michael Hill; род. 28 июля 1985) — американский актёр театра, кино и телевидения.

## Биография
Родился 28 июля 1985 года в Уокигане, штат Иллинойс. До того, как Джон принял решение стать актёром, в школе он играл в футбол и на саксофоне, посещал летнюю драматическую программу в Северо-Западном университете. Окончил Иллинойсский университет в Урбане-Шампейне со степенью бакалавра изобразительных искусств. Во время обучения в университете Джон появился в нескольких театральных постановках, в их числе Король Лир и Шесть степеней отчуждения.
В 2009 году Хилл был номинирован на премию Джозефа Джефферсона в категории «мужская роль второго плана» за роль в пьесе Буря театральной компании Степпенвульфа в Чикаго.
В 2010 году был номинирован на премию Тони за роль в постановке Superior Donuts. В этом же году Хилл дебютировал на телевидении в роли детектива Вашингтона в криминальной драме канала АВС Детройт 1-8-7. Он также сыграл роль Пака в шекспировской комедии Сон в летнюю ночь.

## Фильмография
| Год       |     | Русское название                    | Оригинальное название             | Роль                      |
| --------- | --- | ----------------------------------- | --------------------------------- | ------------------------- |
| 2013      | кор |                                     | Holmes Sweet Holmes               | камео                     |
| 2013      | кор |                                     | A Holmes of Their Own             | детектив Маркус Белл      |
| 2013      | кор |                                     | In Liu of Watson                  | детектив Маркус Белл      |
| 2013      | кор |                                     | Set Tour with Lucy Liu            | детектив Маркус Белл      |
| 2012—2019 | с   | Элементарно                         | Elementary                        | детектив Маркус Белл      |
| 2012      | с   |                                     | На дне                            | н/д                       |
| 2012      | с   | В поле зрения                       | Person of Interest                | Кёртис                    |
| 2011      | с   | Закон и порядок: Специальный корпус | Law & Order: Special Victims Unit | Дэвис                     |
| 2011      | ф   |                                     | Falling Overnight                 | Трой                      |
| 2010—2011 | с   | Детройт 1-8-7                       | Detroit 1-8-7                     | детектив Даймон Вашингтон |
| 2009      | с   |                                     | Broadway Beat                     | камео                     |
| 2009      | с   |                                     | Theater Talk                      | Франко Викс               |
| 2007      | кор |                                     | The Last Stain                    | Бродски                   |